# Hémecht
Hémecht (Revue d’histoire luxembourgeoise) ist eine Zeitschrift für Luxemburger Geschichte, die seit dem Ende des Zweiten Weltkrieges vierteljährlich im Sankt-Paul-Verlag erscheint.
Sie wurde 1895 unter dem Titel Ons Hémecht zusammen mit dem „Verein für Luxemburger Geschichte, Literatur und Kunst“ begründet und umfasste in der Anfangszeit vorwiegend die Beiträge von Dorfpfarrern zur Heimat- und Pfarreigeschichte. Nach dem Urteil von Romain Hilgert war die Zeitschrift „vor allem für ihre einseitig konservativ-vaterländische Geschichtsschreibung bekannt“. Noch 2006 hatte sich der Herausgeber Saint-Paul von einem kritischen Beitrag des Historikers Denis Scuto schriftlich distanziert.
Im Jahre 1948 wurde sie neugegründet und erschien bis 1961 unter dem Titel T Hémecht. Ab 1963 erschien sie unter der Leitung von Joseph Maertz, danach bis 2011 wurde die Zeitschrift von Paul Margue geleitet. 
Ab Nr. 3 des Jahres 2011 (zurückgerechnet auf 1895 in ihrem 63. Jahrgang) erscheint die Zeitschrift mit einem neuen Redaktionsteam: Paul Dostert, Norbert Franz, Sonja Kmec und Michel Pauly. In ihrem neuen Redaktionsprogramm wird die Ausrichtung an den internationalen Standards einer wissenschaftlichen Zeitschrift versprochen, etwa die Einführung von Peer Reviews und die Berücksichtigung der Arbeit, die an der Universität Luxemburg geleistet werde.
Von 1948 bis 2011 hatte die Zeitschrift jährlich eine Bibliographie d’histoire luxembourgeoise herausgebracht. Nach Einstellung derselben gibt es hierfür nur noch die  Online-Suchmaschine der Nationalbibliothek, welche Einrichtung nach dem Gesetz von 2004 über die Kulturinstitute zur Herausgabe einer Nationalbibliografie verpflichtet ist.

## Einzelbelege
1. ↑  Romain Hilgert: In memoriam. D’Lëtzebuerger Land, 23. Dezember 2011, S. 25.
2. ↑  „Hémecht“: Vorsichtige Erneuerung. Woxx, 19. Januar 2012.